# Academia de Ciencias de la República Checa
La Academia de Ciencias de la República Checa (en checo: Akademie věd České republiky, AV ČR) fue instituida en 1992 por el Consejo Nacional Checo como sucesora de la Academia de Ciencias Checoslovaca y su tradición se remonta a la Real Sociedad Bohemia de las Ciencias (fundada en 1784) y la Academia Checa para las Ciencias, la Literatura y las Artes del emperador de Austria Francisco José I (fundada en 1890). La Academia es la principal institución de investigación pública no universitaria de la República Checa. Desarrolla investigaciones aplicadas tanto de base como estratégicas.
Consta de tres divisiones científicas: división de Matemática, Física y Ciencias de la Tierra; división de Ciencias Químicas y de la Vida; y la división de Ciencias Humanas y Sociales. La Academia gestiona actualmente una red de sesenta institutos de investigación y cinco unidades de apoyo con un total de 6400 empleados, de los cuales la mitad son investigadores y doctorandos universitarios.
La sede principal de la Academia y de cuarenta de sus institutos de investigación se halla en Praga, mientras el resto de institutos se halla distribuido por el resto del país.

## Historia
La institución de la Academia en 1992 da continuidad a diversas organizaciones precedentes:
- Real Sociedad Científica Checa (Královská česká společnost nauk), 1784–1952.
- Academia Checa de las Ciencias y de las Artes (Česká akademie věd a umění), 1890–1952.
- Academia Checoslovaca de Ciencias (Československá akademie věd), 1953-1992.

En 2010 la Academia adoptó una política de acceso abierto para poner los resultados de sus investigaciones libres de ser consultados y utilizados.

## Institutos

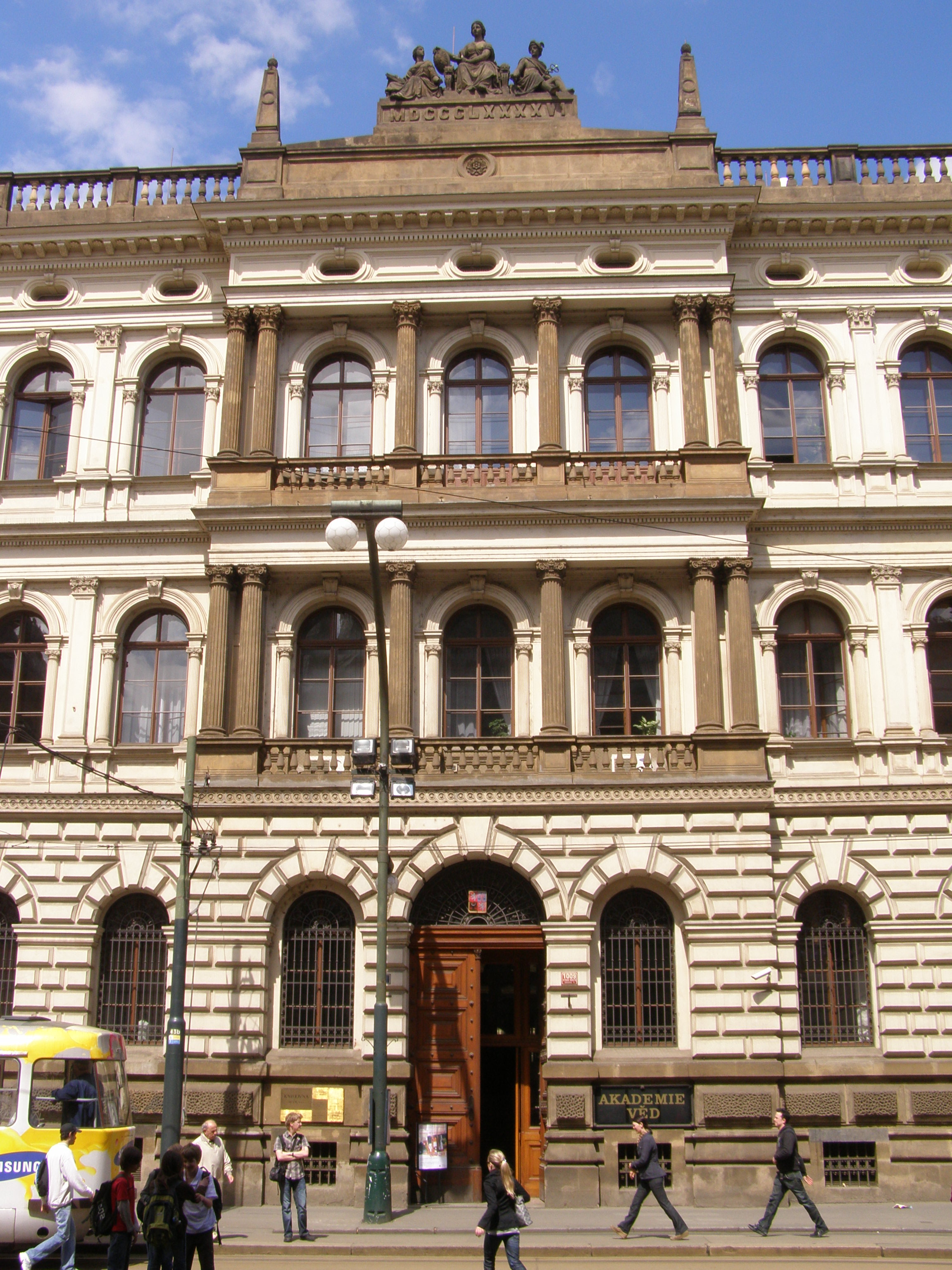
Fachada del edificio principal en Praga.

### Área de Estudios de la Naturaleza Inanimada

#### Sección 1: Matemática, física e informática
- Instituto astronómico, fundado en 1954.
- Instituto de física.
- Instituto de matemática.
- Instituto de informatica (ICS).
- Instituto de física nuclear.
- Instituto de teoría de la información y automatización del CAS (UTIA), fundado en 1959.

#### Sección 2: Física Aplicada

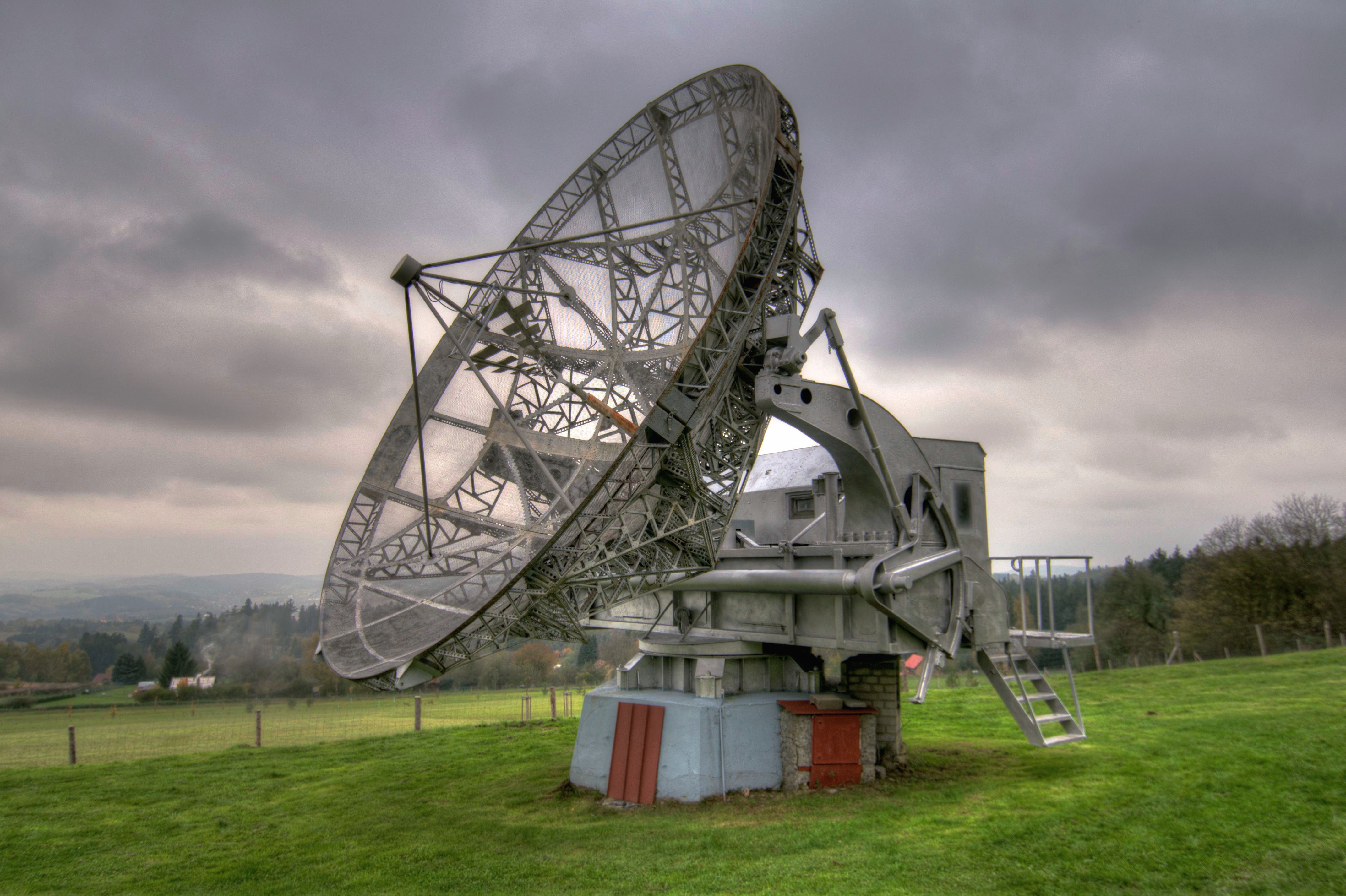
Telescopio del Instituto Astronómico de Ondřejov.

- Instituto de fotónica y electrónica.
- Instituto de física de los materiales.
- Instituto de física del plasma.
- Instituto de hidrodinámica.
- Instituto de instrumentos científicos.
- Instituto de termomecánica.
- Instituto de mecánica teórica y aplicada.

#### Sección 3: Ciencias de la tierra
- Instituto geofísico.
- Instituto de geología.

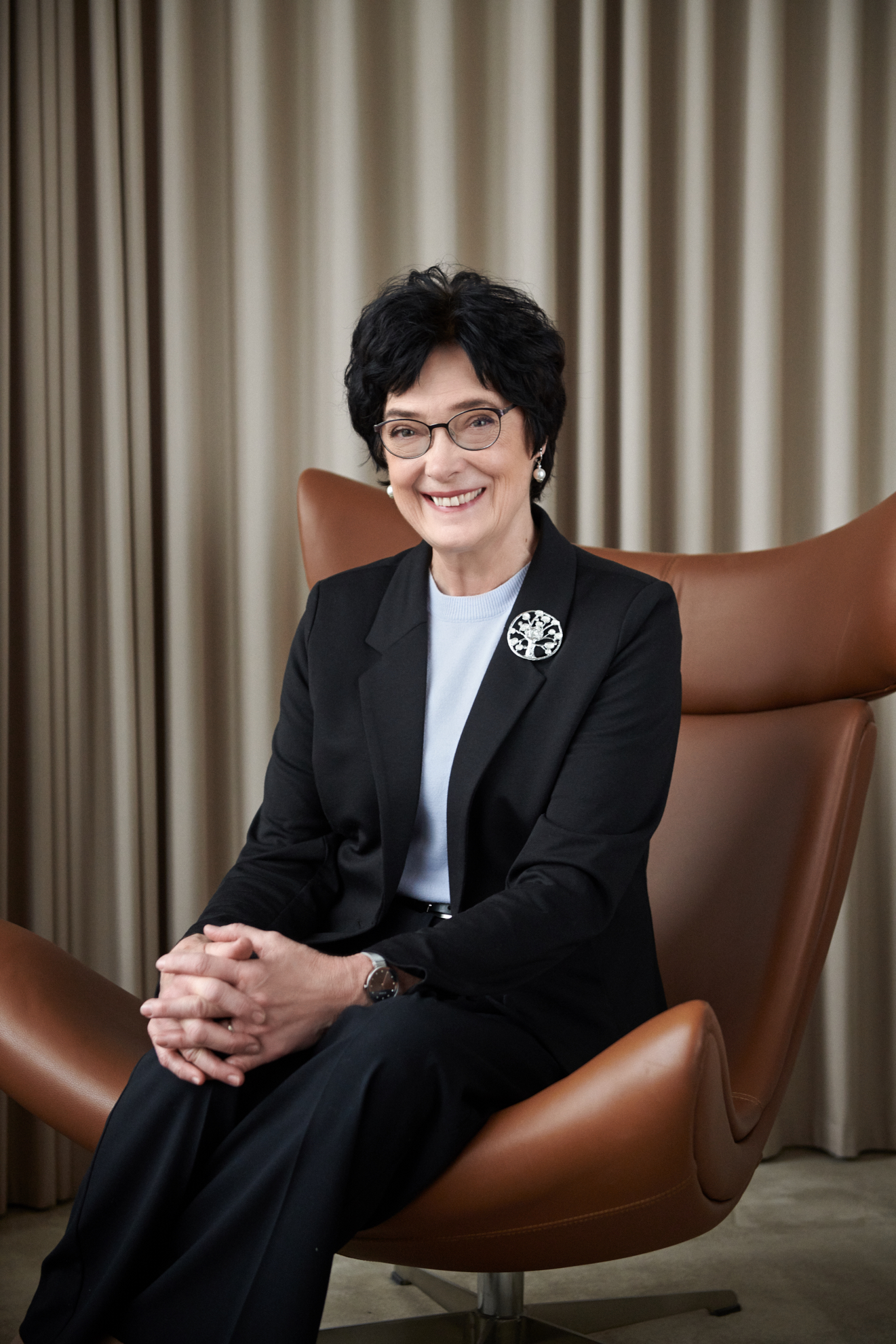
Eva Zažímalová, presidenta desde 2017.

- Instituto de física atmosférica, fundato en 1964.
- Instituto de geónica.
- Instituto de la estructura y mecánica de las rocas.

### Área de Ciencias de la Vida y Ciencias Químicas

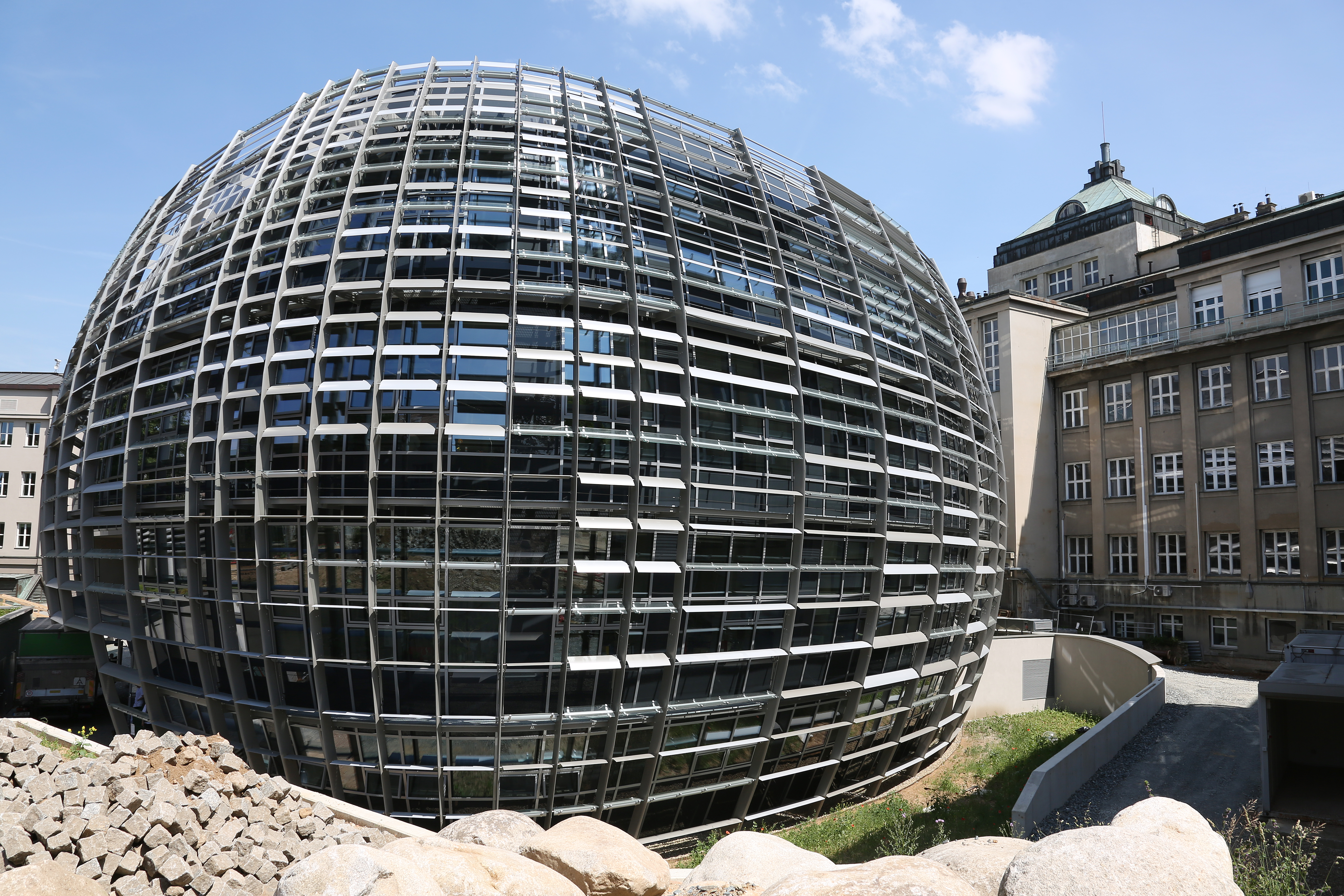
Instituto de Química Orgánica y Bioquímica, en Praga.

#### Sección 4: Ciencias Químicas
- Instituto di química inorgánica.
- Instituto de química física J. Heyrovský, fundado en 1972 por fusión del instituto de química fícica y el de polarografía.
- Instituto de los fundamentos del proceso químico, fundado en 1960.
- Instituto de química analítica.
- Instituto de química macromolecular.
- Instituto de química orgánica y bioquímica

#### Sección 5: Ciencias biológicas y médicas
- Instituto de biofísica.
- Instituto de biotecnología.
- Instituto de fisiología.
- Instituto de microbiología.

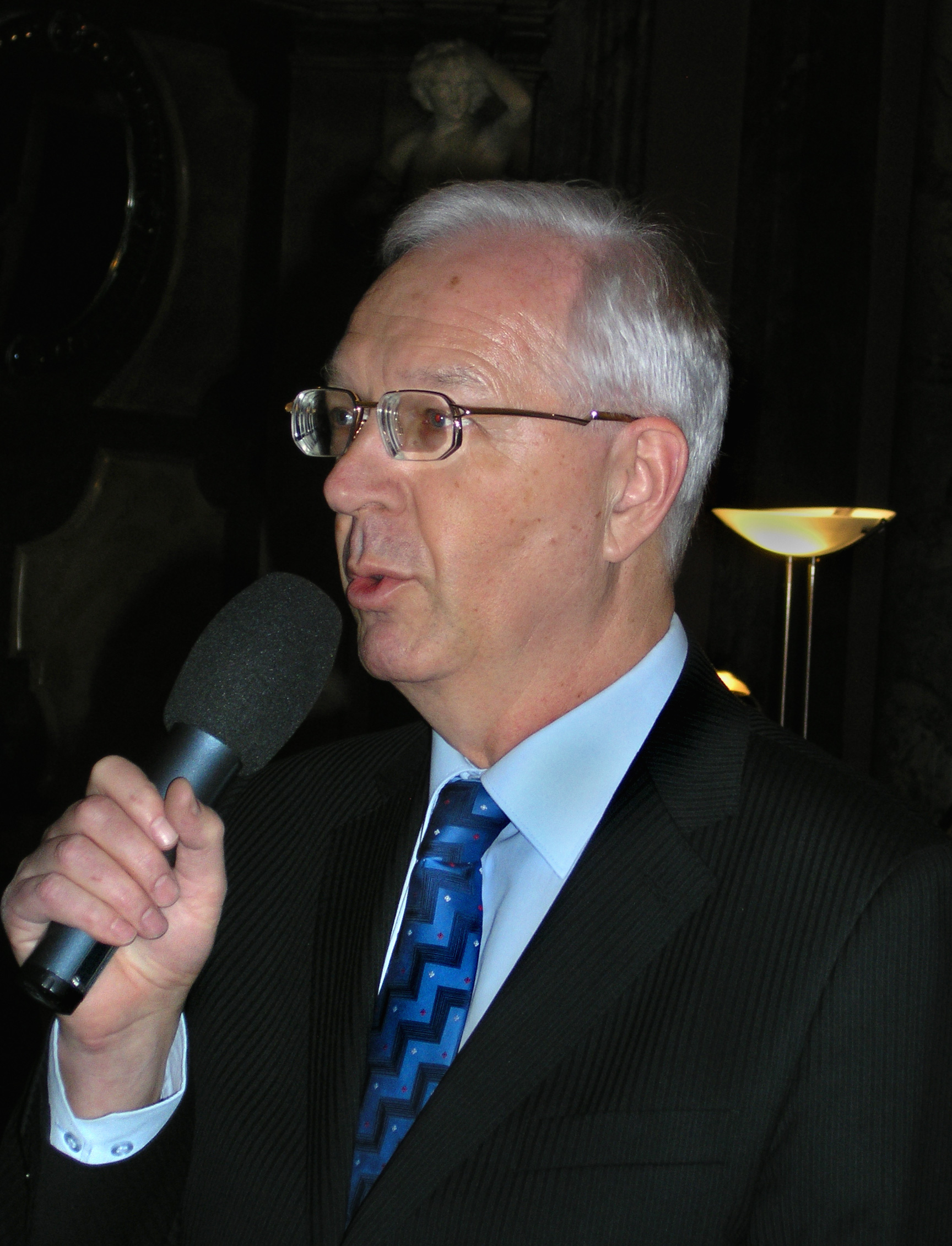
Jiří Drahoš, presidente de la Academia entre 2009 y 2017.

- Instituto de botánica experimental.
- Instituto de medicina experimental.
- Instituto de genética molecular.
- Instituto de fisiología y genética animal.

#### Sección 6: Ciencias Biológicas y Ecológicas
- Centro de biología de la AV ČR.
- Instituto de botánica.

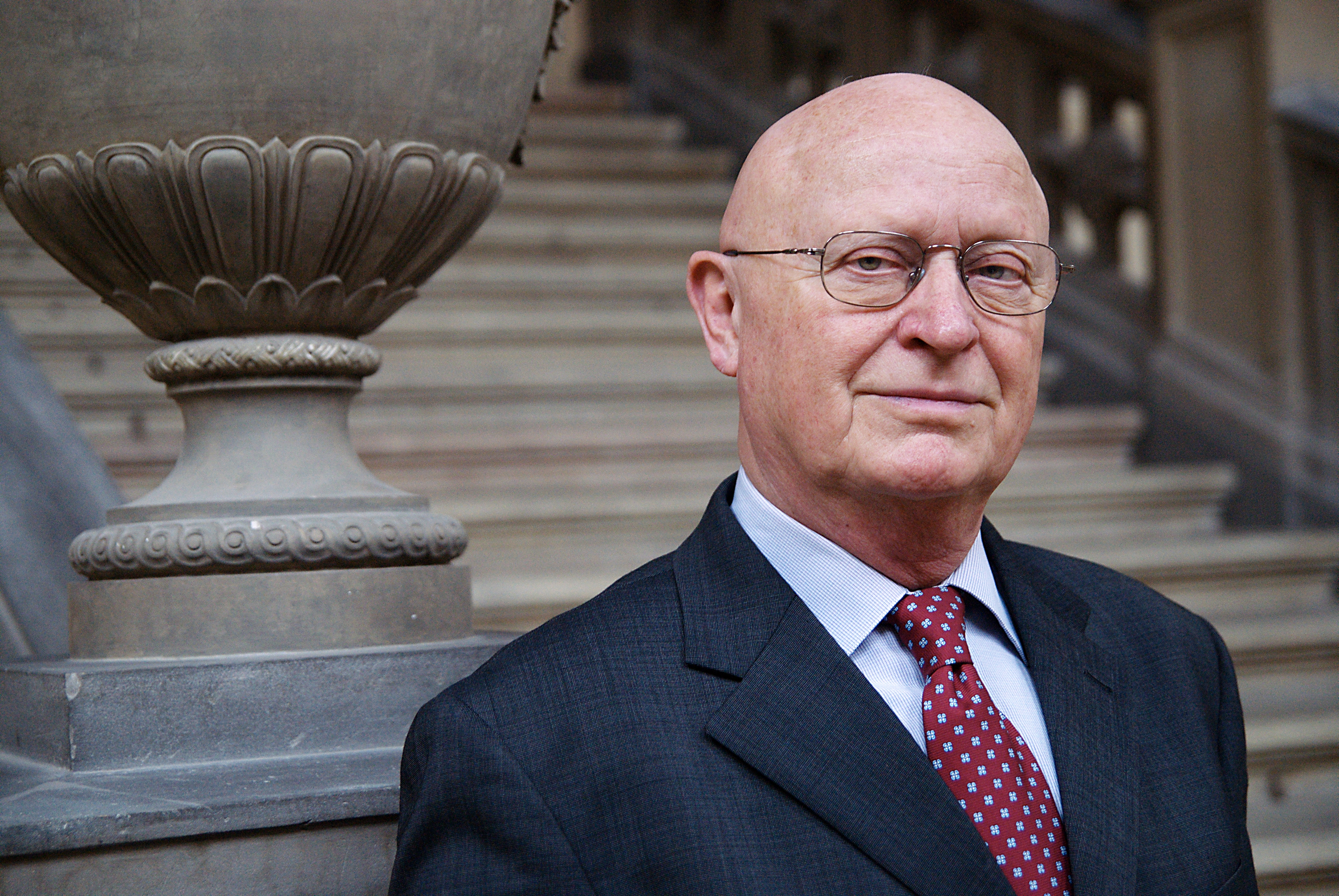
Václav Pačes, presidente entre 2005 y 2009.

- Instituto de biología de los vertebrados.
- Instituto de biología de los sistemas ecológicos.

### Área de las Ciencias Humanas y Sociales

#### Sección 7: Ciencias sociales y economía

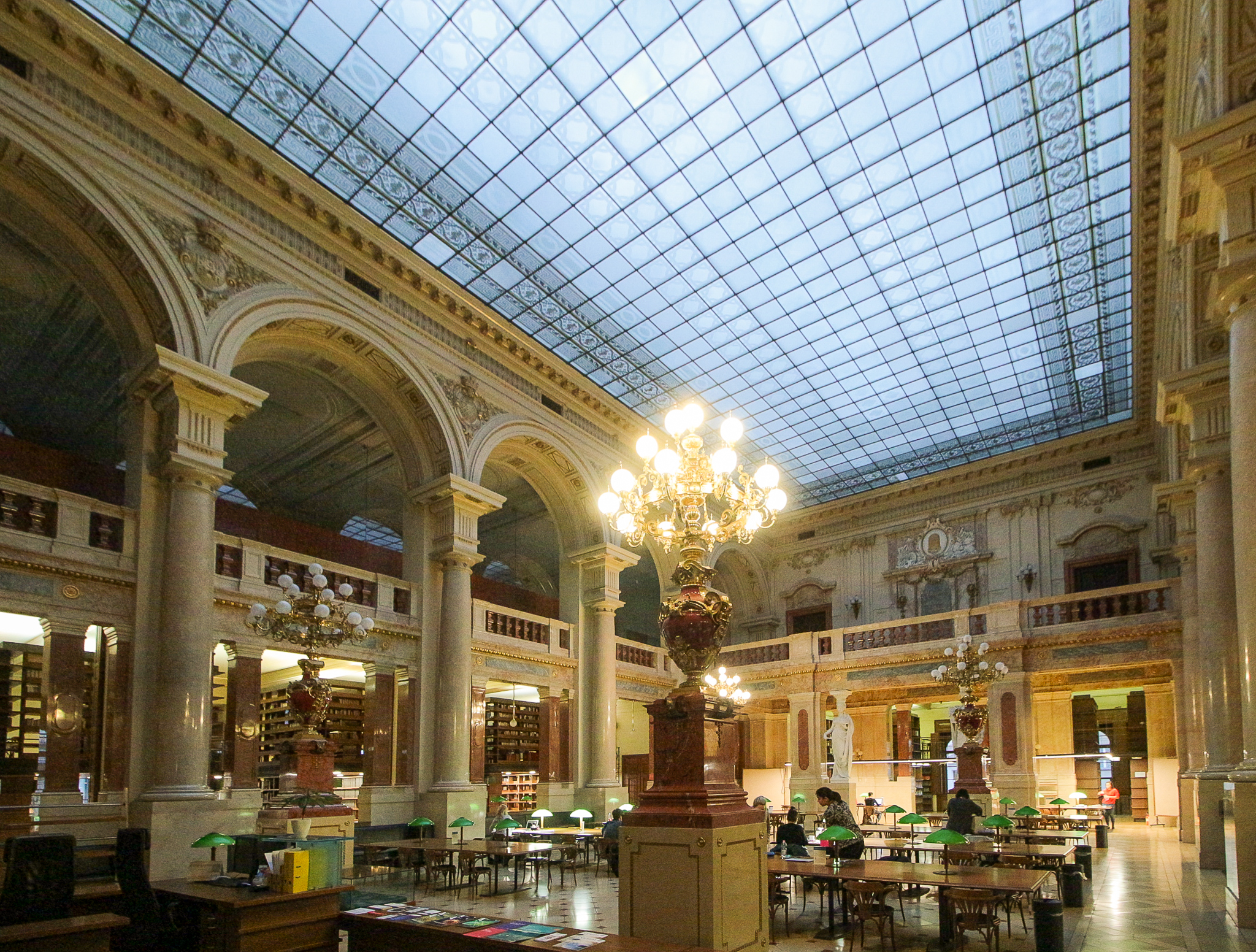
Interior del edificio de la Academia.

- Instituto de Economía AV ČR
- Instituto de psicología.
- Instituto de sociología.
- Instituto de Estado y derecho.

#### Sección 8: Historia
- Instituto de arqueología (Praga)
- Instituto de arqueología (Brno)
- Instituto de historia.
- Instituto y archivo de Masaryk.
- Instituto de historia del arte.

#### Sección 9: Ciencias Humanas y Filosofía
- Instituto de etnología.
- Instituto de filosofía.
- Instituto oriental.
- Instituto de estudios eslavos.
- Instituto de literatura checa
- Instituto de lengua checa, fundado en 1946.
- Instituto de historia contemporánea.